# Can Rué (Falset)
Can Rué és una obra de Falset (Priorat) inclosa a l'Inventari del Patrimoni Arquitectònic de Catalunya.

## Descripció
Edifici de planta rectangular, bastit de maçoneria i obra arrebossada i pintada. Consta de planta baixa i dos pisos. La coberta és una teulada de doble vessant. A la façana s'obren dues portes a la planta baixa, un balcó al primer pis i dos al segon. L'element més interessant el constitueix la porta, dovellada i de llinda recta, decorada amb dos permòdols amb volutes. Al centre hi apareix la inscripció IHS i la data 1599.